# 街宣右翼

街宣右翼（がいせんうよく）とは、主に街宣車と拡声器を用いて演説や音楽を流し、国家運営などに関する政治的主張を広報する活動を行う日本の右翼の総称。警察用語では「行動右翼」とされる。

## 概略

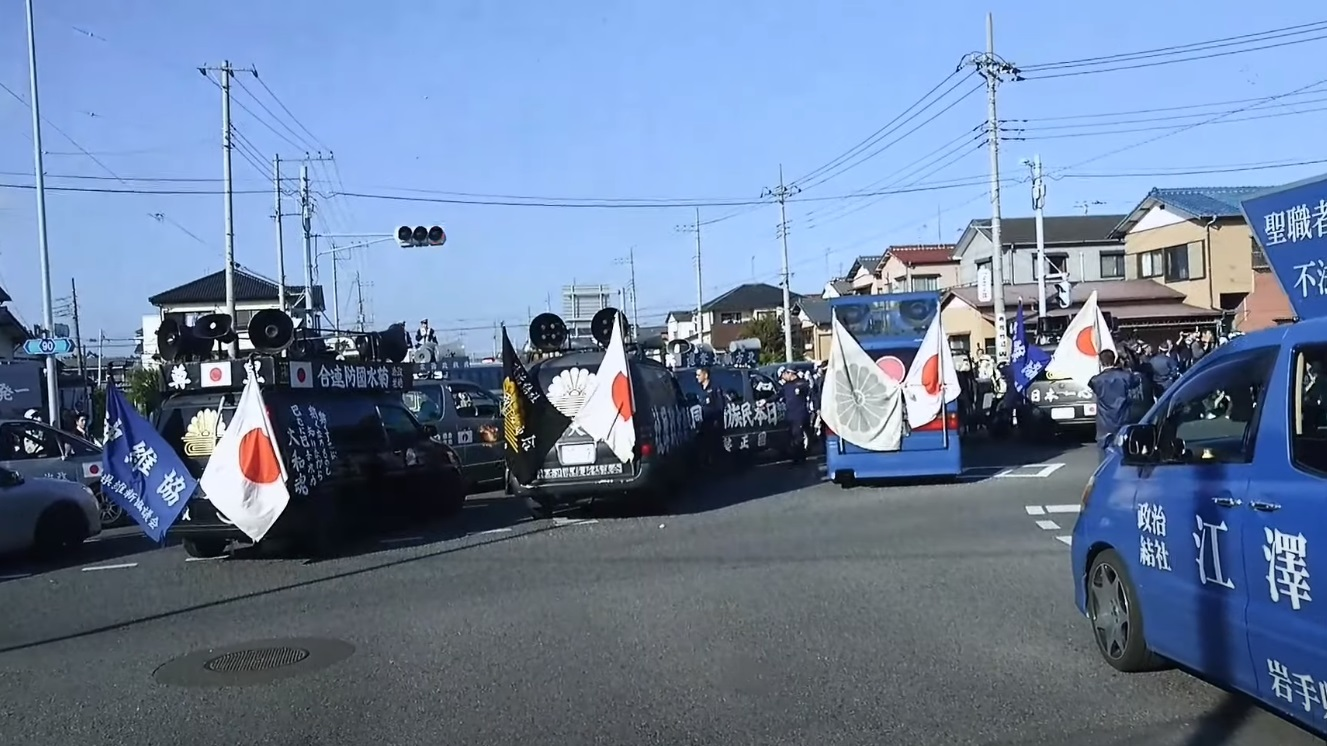
抗議活動を行う街宣右翼

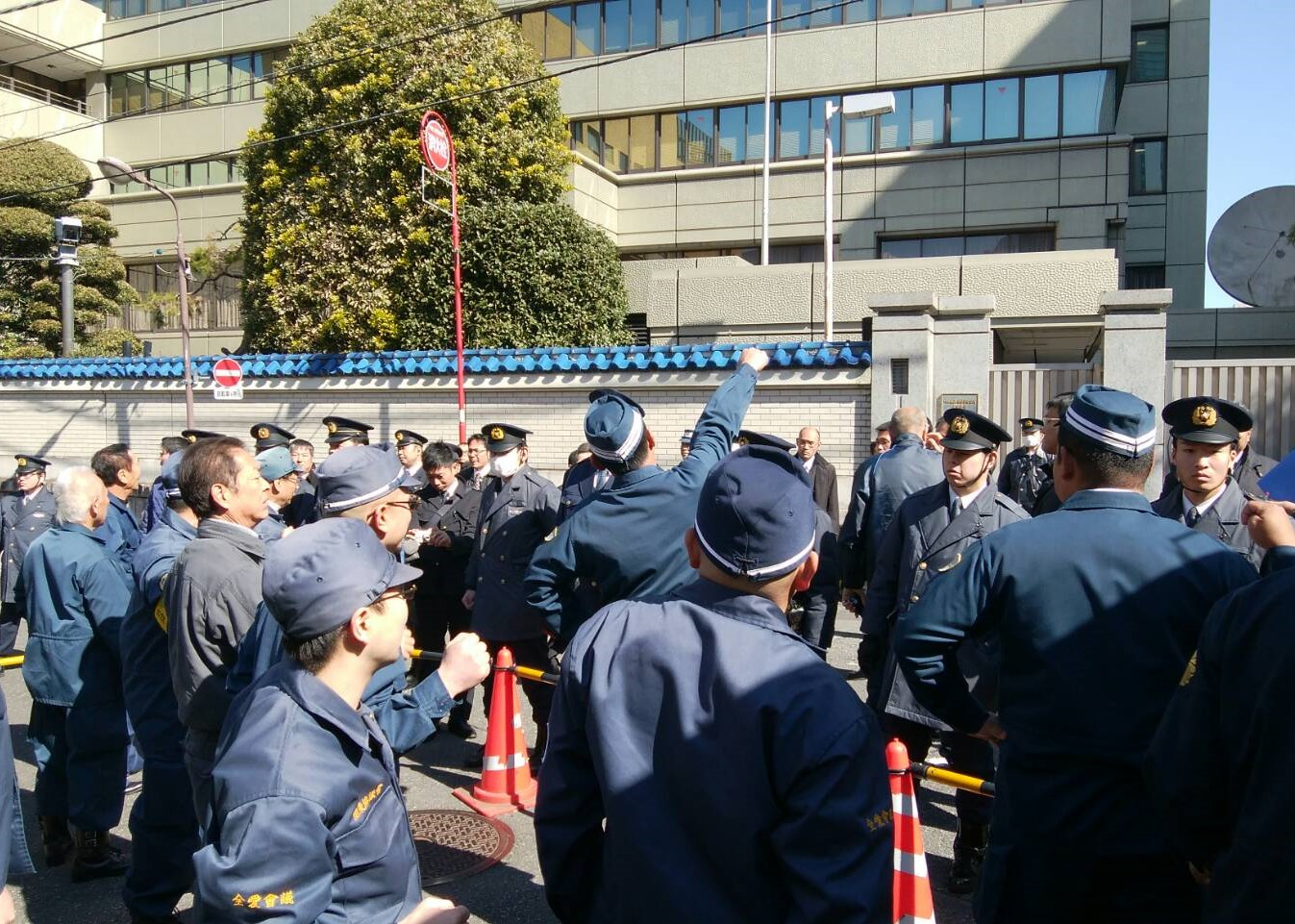
朝鮮総連の施設へ抗議活動を行う街宣右翼

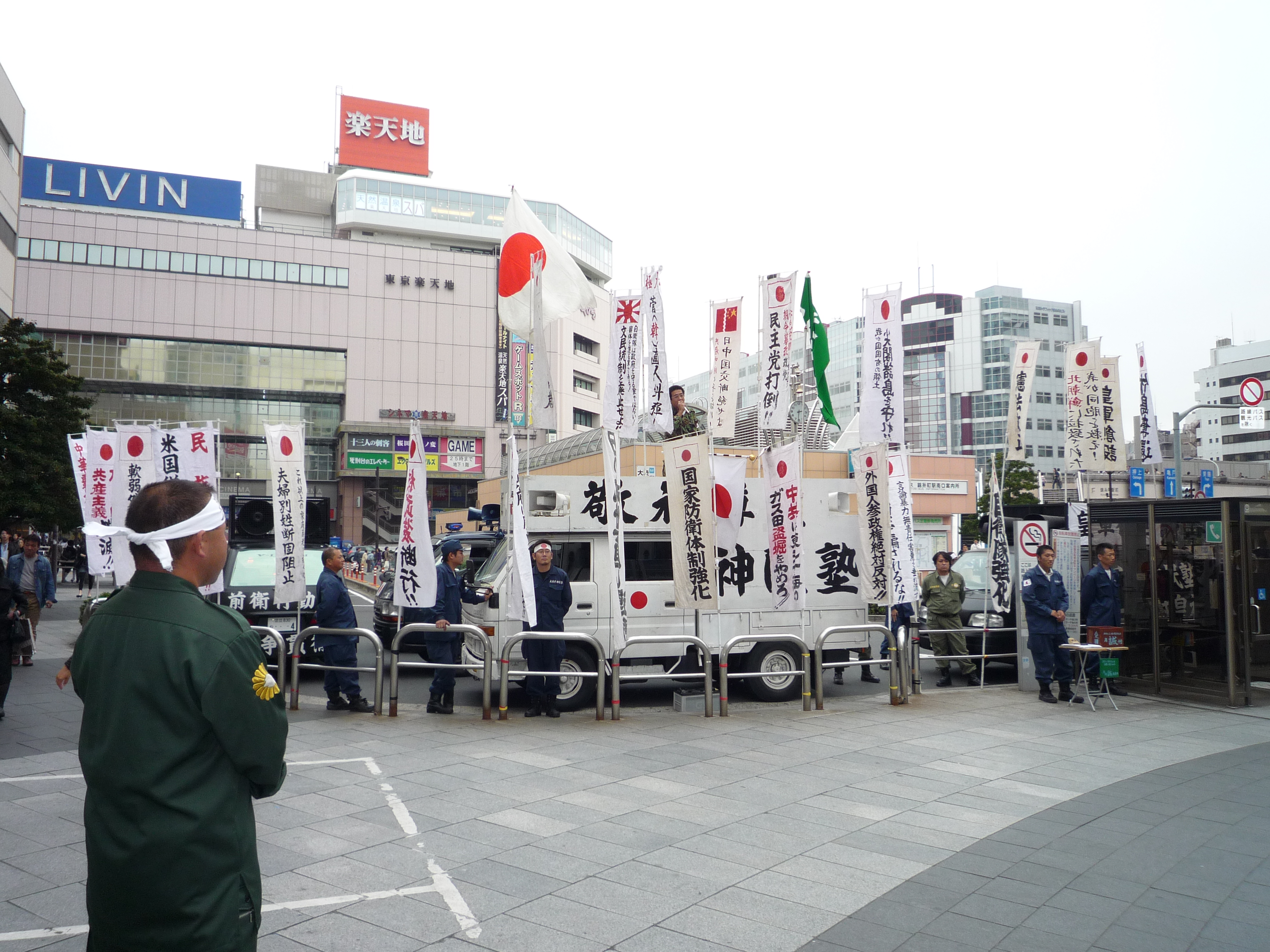
政治的主張を流布する街宣右翼

街宣右翼とは、右翼団体の中でもネット上で右翼的な意見を発信する人物らとは一定程度区別して認識される。一般的に、黒または白の大型車両に国旗である日章旗や事実上の国章である十六八重菊や政治的スローガンを描き、軍歌などを大音量で流しながら政治的主張を行う右翼団体の総称として認識され、公安調査庁の調査対象となっている。暴力団傘下の団体も存在し（社会運動標榜ゴロ・似非右翼）、暴力団傘下団体には在日韓国・朝鮮人や被差別部落出身者が含まれていると元公安調査庁調査二部長の菅沼光弘は主張している。これは反共で共闘しているためである。

## 起源
明治6年（1873年）、書契事件などに代表される朝鮮王朝の横暴に憤慨し征韓論を唱えて下野した板垣退助は、翌年（1874年）1月12日、「愛国公党」を組織し、1月17日、政府に『民撰議院設立建白書』を提出した。これが日本で最初に「愛国」の名を冠した団体であり、政権批判を行った政治結社である。
皇室を厚く敬戴し、「愛国」を標榜し、時の政権を批判し、社会主義の台頭に警鐘を鳴らし、演説を行い、機関紙を発行するというスタイルは、板垣退助の自由民権運動によって確立されたもので、明治の自由民権運動は、爆弾を作って政府転覆を図ったり、高知の立志社のように、武装して自前の軍隊組織を持つなど、後の右翼のような穏健な活動ばかりではなかった。自由民権における「政府転覆」とは、天皇を奉戴して、政府内にいる奸賊を取り除き、第二の維新回天を断行することにあった。頭山満の向陽社（玄洋社の前身）も、この系統を引き自由民権運動の結社として結成されたものである。明治時代は街宣車や、拡声器のようなものは無く、各地を回って演説会を行い、声も地声を張り合げてのもので、任侠組織の介入もあったことなどから、政府の監視下で政権批判の街宣活動がなされしばしば逮捕者を出した。

## 街宣車の使用
街宣車で街宣活動を始めたのは、戦前には国会議員も務めた大日本愛国党総裁の赤尾敏とされるが、これは政治的広報活動の一環であった。政治活動の一環として、広報意見を述べる活動と、単なる反対意見や抗議活動のために街宣する行為は、意図が全く異なる。
民族派右翼団体「一水会」の代表を務めた鈴木邦男は、右翼なら必ず街宣車を持ち、街宣活動を行なうとしている。右翼団体数の900団体はほぼ街宣車の数と一致する。なお、新右翼の維新政党・新風などは街宣を行なっているが、これは政治活動の一環のため区別を要する。

## 組織・実数
一口に「右翼団体」と言っても数多の組織が存在し、そのすべてが「極端な愛国思想」「暴力団の隠れ蓑」などであると一括りにはできない。警察庁は、昭和35年（1960年）の安保闘争による共産主義革命への危機感を背景に行動右翼団体が多数誕生したとしている（任侠系の所謂「反共抜刀隊」である）。同庁は、平成11年（1999年）の調査で、街宣活動を行っている右翼は約900団体約1万人とみなしている。『知恵蔵』平成2年（1990年）版には約50団体2万2000人とあるという。ただし、右翼の看板を掲げているだけで実際に活動をしていない暴力団の存在や所在不明な右翼団体、1人で複数の団体を名乗ったり逆に1人で複数の団体に加盟したりで、公安当局が右翼の正確な数字を把握していないとの指摘がある。さらに当局は一度右翼として記録したら、右翼活動をやめても資料から抹消されないことも指摘されている。

## 「街宣右翼」という呼称について
昭和40年代後半以降、右翼運動を行なうかたわら街頭宣伝車を使用し、企業などへの執拗な糾弾活動を行い、その中止と引き換えに経済的な支援を得ようとする暴力団体系の右翼団体が現れはじめ、これがいわゆる街宣右翼の始まりである。それ以前の行動右翼が含んでいた思想面、とりわけ急進的・極右・テロリズムを内包したものとは異なるものを指すのが通例で、「暴力団によく似た姿形の男性たちによる大音量の街宣」の典型的なイメージを指して街宣右翼と呼称する。街宣右翼の活動は資金獲得が主眼であり（会社ゴロ）、街頭宣伝車の普及により少人数で効率的に資金獲得が図れるようになったことや、昭和39年から始まった暴力団壊滅作戦などから逃れるために暴力団が政治結社を結成したことなどが街宣右翼拡大の要因と見られている。どの団体の、どのような思想信条によった結社なのかといった内実面での区別はほとんど困難であり、単に街頭宣伝車を使用し、何事かを大音量で糾弾している暴力団風情の者たちをさして「街宣右翼」と総称しているのが実態である。なかには奥崎謙三のような反天皇アナキストまで街宣車を利用していたり、右翼団体を標榜している暴力団傘下団体の街宣車が大音声で軍歌や唱歌などを流しパレードをしているだけであったり良く内容のわからない文言をひたすら大音声で叫んでいるだけの場合もあり（暴走族の亜種か）、「街宣右翼」の右翼的思想面は判然としない。
広島県警察は、「街宣車の威力を背景に、不当な利益等を得、又は得ようとする者」を「街宣屋」（がいせんや）と定義し、2003年11月、専用の相談電話「街宣屋等相談電話」を設置している。また、広島県は平成17年（2005年）に広島県不当な街宣行為等の規制に関する条例を制定した。

## 暴力団とのつながり
右翼本来の政治活動以外にも、社会活動として、不祥事を起こしたりテロ支援国家に対して何らかの支援をしている企業に対して抗議活動を行なう団体・個人もある。企業側が解決策として彼らに利益供与をおこなうことがあり、これが企業に対する恐喝事件として摘発されることがある。これをもって、街宣活動をする右翼とは、暴力団や総会屋の隠れ蓑に過ぎないという見方をされることもある。警察は、暴力団系の右翼団体を否定的ニュアンスで「右翼標榜暴力団」「似非右翼」と表現している。その他に、偽装右翼とも営業右翼とも言う。
なお、否定的ニュアンスを込めずに、単に右翼活動を行っている暴力団関係者（ヤクザ）を指す場合、任侠右翼という呼称が使われることもある。代表的な任侠右翼には稲川会系の大行社や日本皇民党・憂国清心同友会、 住吉会系の日本青年社・大日本朱光会、山口組系の司政会議などがあり、国政選挙への出馬を行なったこともある。ただし、純粋右翼で「義侠心」がある団体も任侠右翼と呼ぶ場合もある。
警察庁は、平成16年（2004年）の広報誌「焦点 警備警察50年」で、1970年代以降に取り締まりを逃れるため、暴力団が政治結社を結成したとの見方を示している。そして、バブル崩壊や暴力団対策法によってシノギが減った者が新たに右翼活動へ接近したとしている。つまり、偽装右翼は、えせ同和行為と同様に、その形態を恐喝や脅迫といった経済的な利益に利用する人々の集団との考えである。
歴史的には、暴力団と右翼団体との関わりは大正期より存在する。原敬首相と床次竹二郎内相が支援して組織された博徒と土建系任侠の全国的組織である「大日本国粋会」は6万名の会員を擁したとも言われ、国体護持と日本の共産化阻止を掲げて、暴力的な直接行動を行なった。労働争議介入、ストライキ破り、部落解放運動攻撃など、時の財閥、政界、軍部は資金的な援助を行なった対左翼の民間暴力装置と位置付けられた。八幡製鐵、大阪市電争議のストライキ破り、奈良県下での水平社との衝突事件を起こしている。他にも大日本正義団、東海聯盟など大正期に任侠系の右翼組織が組織され、数々の事件を起こしている。昭和20年（1945年）に第二次世界大戦が終わると、昭和25年（1950年）までに、日本反共聯盟、日本反共同志会、日本天狗党などの任侠系右翼団体が結成されている。

### 街宣右翼の中の在日韓国・朝鮮人の存在に関する証言記録
- 元公安調査官の菅沼光弘は、外国特派員協会での記者会見で「在日韓国・朝鮮人や被差別部落出身者が暴力団員の9割を占め、右翼活動によって収益を上げている」と語っている。但し、菅沼自身、朝鮮総連との深い関わりがあり事の真相は解っていない。また現在、右翼活動で資金を獲るのは困難だと右翼団体関係者の談もある[12]。
- 辛淑玉が英語版アサヒコムの「Korean activist braces for `storm of fascism'」[13] で、右翼の中に多数の在日韓国・朝鮮人がいることに触れている[14]。
- 一水会の顧問である四宮正貴は、皇室を崇拝している右翼運動家の在日韓国・朝鮮人の存在に言及し、過去の日本の歴史を批判し天皇の戦争責任を追及している日本人の存在を非難している[15]。
- 映画プロデューサーの李鳳宇は自著で、朝鮮高校時代の同級生が右翼団体の塾長になり「共産主義を根絶してアジアの平和を築く」「日本から外国人は排斥すべき」と李に語ったことに触れ、李はその矛盾を在日のねじれたアイデンティティーだと評した[16]。
- 昭和55年（1980年）に『噂の眞相』誌編集長の岡留安則が皇室ポルノ事件で主要な右翼団体に謝罪する際に同行したのは防共挺身隊の幹部である在日韓国人であったが、その幹部は大型外車を『噂の真相』のおかげで買えたと語り、岡留はその在日韓国人は生活のために右翼をやっていると理解したという[17]。

さらにオウム真理教の村井秀夫幹部を殺害して逮捕された自称右翼（神州士衛館という活動停止状態だった右翼団体）の男（本名・徐裕行）が自称韓国籍であることなどが報道され、右翼団体に所属する在日韓国・朝鮮人が存在するのは事実である。しかし、右翼団体における在日韓国・朝鮮人の構成の割合について、過去に網羅的、定量的な調査が行なわれた事実はないため、街宣右翼にどの程度の在日韓国・朝鮮人及び朝鮮系日本人が含まれているのかは不明である。ただし上述の菅沼の証言によると暴力団構成員の3割は在日韓国・朝鮮人であり、多くの暴力団が右翼団体を傘下にもっていることを考えると、暴力団傘下団体では相当数の割合を占めているのは間違いないと思われる。

### 在日韓国・朝鮮人右翼が日本人名を名乗る理由
ヤクザ映画『仁義なき戦い』を代表作に持ち、徹底した取材で知られる笠原和夫は、在日コリアンの暴力団員が日本名を名乗る理由を次のように説明している。

### 構成員の具体的事例

#### その他の有力暴力団員
- 日本皇民党行動隊長 － 通名：高島匡、本名：高鐘守
- 日本憲政党党首 － 呉良鎮
- 日本憲政党最高顧問 － 金敏昭
- 日本憲政党 － 通名：大橋敏雄、本名：金銀植（金俊昭の実兄）

## 外国人による工作活動という説

### 概要
昭和26年（1951年）の公職追放の解除以来、戦後の右翼団体はおおむね親米反共であり、その背景には朝鮮戦争の発生や冷戦のもとでの日本の再軍備化があった。そのため朝鮮人排撃（ここでいう朝鮮人は北朝鮮）や中国人排撃（ここでいう中国人は中共）を積極的におこなう団体があり、在日外国人社会との関係は当初から濃厚なものであった。当初は反米右翼団体も有力な活動であり、旧軍人や戦前の右翼活動家のなかには戦後の親米・安保一辺倒の政権を変節と見なし日本国憲法や戦後体制に批判的な活動家がいた。国共内戦や朝鮮有事など現実の軍事衝突を反映して日本国内の在日外国人社会も対立しており、それは右翼活動にも投影されていた。55年保守合同により憲法改正･再軍備派の反米右翼の多くは正業に復帰し保守穏健派に組み込まれてゆき、これにまつろわない過激な活動家が右翼団体・右翼結社として取り残されてゆくことになる。戦前の体制を重視する皇道派は、皇室批判から皇室廃止を主張する同和団体と激しく対立し、親米保守を標榜する正義派などは反北朝鮮・反中共・反ソを主張するなかで在日民族団体と対立し、これらは同和差別や民族差別との批判に対して次第に市井の共感から乖離してゆくようになる。一方で北方領土糾弾や沖縄返還糾弾など広く支持を集める活動もあった。かように右翼活動のなかにも多様なスペクトルを含んでおり、ある右翼団体の活動が同和行政に同情的だ、在日韓国社会に親和的だ、反米的だ、などといった現象から互いに疑心暗鬼になりがちな要素があり、あるいは現実に国外勢力の政治工作活動の介入を疑われやすい素地があった。
著名人の中にもこの主張に同調する人物もおり、例えば大学教授の藤岡信勝は、街宣右翼が自分に断りなく「藤岡」の名前を横断幕などに書いて日本教職員組合攻撃していることを「逆宣伝だ」として街宣右翼の裏には外国や反日勢力があることを疑ったことがあると語ったことがある。

### 工作活動説に対する反論
警察白書によれば、竹島の帰属問題をめぐっては、平成8年（1996年）以降、延べ数百団体が数百台の街宣車を用いて全国各地で街宣活動を展開し、韓国大使館への車突入、韓国総領事館付近への火炎瓶投擲といった事件を引き起こしている。河原博史・同血社会長のように、自らの小指を切断して勧告文と共に盧武鉉韓国大統領に送りつける者もいた。 韓国大統領来日時にも、靖国神社や歴史教科書問題への抗議のために延べ数十団体が韓国を批判する街宣活動をした。在日韓国・朝鮮人の権利拡大にも反対し、永住外国人に対する地方参政権付与問題、地方公共団体における公務員の国籍条項撤廃について反対する街宣活動を行なった右翼団体があることを警察白書は報告している。実際、大行社のホームページのトピック には中国だけでなく韓国・北朝鮮に対する批判と警戒感が表されている。
また、昭和49年（1979年）2月にNHKが放送したドキュメンタリー番組『ルポルタージュにっぽん』の「ある右翼の誕生」という回では、元暴走族の在日韓国・朝鮮人二世の青年たちが街宣活動する右翼団体を取材。在日の暴走族が右翼になったのは、道路交通法改正によって出来なくなった集団走行が街宣車に乗れば、政治活動になり表現の自由ということで検挙されないという単純な動機であった。日本社会の中で行き場のない在日の少年はとにかく集まりたいということで、クリーニング店を営む右翼の代表者の事務所が彼らのたまり場となっていた。なお、暴走族の右翼団体入りは、昭和53年（1978年）の道路交通法改正で行き場を失った暴走族に呼びかけて、左翼に対抗して少年を動員しようと呼びかけたことが大きかったが、数年のうちにほとんどが右翼活動から脱落していった。新宿の暴走族マッド・スペシャルが結成した国防青年隊も100人いた隊員は8年後には3名から4名だった。

## 日本右翼とアジア大陸諸民族の関係
戦前からの右翼の流れには、西洋文明に対抗してアジアが大同団結するアジア主義が潮流としてあり、右翼は孫文の革命運動への支援を行ってきて、中国大陸へ渡ったりもしていた。当時、日本統治下で皇民化教育を受けて育った朝鮮人の中には、この「日本を盟主としてアジア諸民族は団結せよ」（頭山満と玄洋社、内田良平と黒龍会）との主張に共鳴する者が少なからずいた。例えば、極真空手の大山倍達はこの世代である。
右翼団体の主張が排外的とするのは一面的な見方であると言える。思想右翼の民族主義に対して行動右翼の思想的基盤は反共主義にあるため、「反共・反北朝鮮」であっても「反米・反大韓民国」とは限らないからである。「反体制・反米」を旨とする民族派右翼や新右翼とは異なり、任侠系の行動右翼の主張は、反共を国是としている韓国、そして日本政府・自民党と根本的に対立するわけではなく、事実、行動右翼は、北朝鮮貨客船万景峰号の日本入港に対して、在日本大韓民国民団と共同して、1970年代より（1990年代からは北朝鮮に拉致された日本人を救う会とも共同して）抗議行動を行っているという。
これらの事情に目をつけたのが吉田茂内閣で法務総裁を務めていた木村篤太郎である。共産主義運動に手を焼き、昭和35年（1960年）の日米安保条約改定に向けて警察力の整備に不安を抱いていたことから、20万人の暴力団を組織化して共産主義に対抗する「愛国反共抜刀隊構想」を発案した。これを受けて暴力団に顔の効く右翼の大物児玉誉士夫が動き出した。児玉は自民党の結党資金も提供したと言われる政界のフィクサーとも呼ばれる人物であった。この構想を機に、テキヤ系組織は東京街商組合、日本街商連盟を結成して、総裁に自民党院外総務海原清平を迎え、また一方の博徒系組織も日本国粋会を結成して、暴力団組織の再編が進んだ。この構想自体は吉田の承認を得られずに流れる（木村の復古主義を嫌ったと言われる）が、現在では右翼と暴力団の一体化を進める原動力になったとの評価がある。事実、木村は37の右翼団体を「朋友会」として糾合、保安隊（当時、のちの自衛隊）支援圧力団体として使ったという。児玉はその後、右翼と暴力団による昭和38年（1963年）に東アジアの諸民族の団結を謳う「東亜同友会」の結成を画策。児玉が働きかけた暴力団の中には在日韓国・朝鮮人で組織する町井久之の東声会もあった。町井は朝鮮戦争時は北朝鮮シンパと抗争し、GHQ参謀第2部に雇われて、ストライキ破りを行なうなどした。反共活動に最も熱心だったのは彼らだったと言われる。
東西冷戦下の反共思想とは別に、政治的無関心も在日韓国・朝鮮人の右翼活動を可能とする見方もある。かつて右翼団体が暴走族をリクルートすることが話題になったが、右翼団体が暴力団や総会屋のようなアウトローの受け皿となり、政治的主義主張とは無関係に右翼活動を単なるシノギとして構成員は割り切っているとの推測である。
また、ある社会における少数派出身者が極度に保守的・伝統的立場を取ることがあるとして、これは少数派出身者がある社会に受け入れられるために、忠誠心を見せようとすることがある。例えば第二次世界大戦時の日系アメリカ人が、第442連隊戦闘団の奮闘などでアメリカ合衆国に対する忠誠心を見せたことは、その最たる例だと言える。また他国の日系人も日本に対して忠誠心を持っているとは言い難い。また、行動右翼ではないが、日本に帰化した新井将敬が自民党に属し、国を守るための改憲論議を主張したことなども挙げられる。新井の他にも国士的言動で知られる在日韓国・朝鮮人には元プロレスラーの前田日明がいる。さらに、日本に好意的な在日韓国・朝鮮人でも、呉善花（のち日本に帰化）のように、工作員呼ばわりされることがほとんどない人物も存在する。